# 山本丈晴
山本 丈晴（やまもと たけはる、1925年5月22日 - 2011年9月7日）は、日本の作曲家、ギタリスト。

## 人物
山梨県南都留郡河口村（後の河口湖町、現在の富士河口湖町）出身。出生名は古屋 武治（1925年 - 1945年）。作曲家の古賀政男に師事し、ギター演奏により古賀メロディの普及に貢献。作曲作品は、美空ひばりに代表される流行歌・歌謡曲・演歌から映画・テレビ・舞台音楽、社歌・校歌と数多く幅広い。第48回日本レコード大賞功労賞受賞。
音楽活動を始めた当初は古屋 雅章（1946年 - 1948年）の筆名を名乗っていたが、その後に古賀の正式な養子となった際、本名の「武治」を「丈晴」にして古賀 丈晴（1948年 - 1958年）に改名。キングレコード専属作曲家時代は古屋 丈晴（1958年 - 1962年）名義となっている。
私生活では1962年第1回ミス日本に選ばれ当時「天下の美女」と謳われた女優の山本富士子と結婚したことも人生の大きな転機となった。山本の実家には男兄弟がなく、家の後継者が居なかったことから丈晴は婿養子となり以降山本姓を名乗る。富士子とはその後1968年の愛息誕生などを挟み丈晴自身の逝去まで夫婦生活を全うした。
2011年9月7日午後10時37分、肺炎のため東京都渋谷区の病院で死去。86歳没。墓所は東京都杉並区永福の築地本願寺和田堀廟所。

## 略歴
- 1925年5月22日 - 山梨県南都留郡河口村（現：富士河口湖町）生まれ。
- 1943年 - 豊島師範学校（現：東京学芸大学）中退。
- 1945年2月11日 - 作曲家古賀政男に入門。ギターおよび作曲法を学ぶ。
- 1950年 - 古賀とともに戦後初めてハワイ・北米へ演奏旅行。
- 1951年 - 再び古賀とともにハワイ・北米・ブラジル・アルゼンチンへ演奏旅行。
- 1958年 - キングレコード専属作曲家。
- 1962年4月25日 - 女優山本富士子と赤坂のホテルニュージャパンで挙式。夜半、羽田空港からハワイへと旅立った。一男あり。
- 1964年 - 日本コロムビア専属作曲家。
- 1969年 - 株式会社山本を設立。
- 1973年 - フリーとなる。
- 1980年 - ビデオ制作会社・株式会社TVC山本を設立し代表取締役社長就任。社長退任後、株式会社TVC代表取締役会長。
- 1985年 - 財団法人古賀政男音楽文化振興財団理事長就任。
- 2004年9月21日 - 出身地の富士河口湖町特別町民に認定。
- 2005年 - 財団法人古賀政男音楽文化振興財団終身名誉顧問就任。
- 2006年 - 第48回日本レコード大賞功労賞受賞
- 2011年9月7日 - 死去。

## 音楽作品
作曲活動は流行歌・歌謡曲・演歌、テレビ・ドラマ、舞台音楽をはじめ、CM 、社歌等幅広く、ギター演奏レコード・CDも多数。
- 1946年-1957年 古賀政男作曲作品にて古賀と共にギター伴奏の録音（古屋雅章・古賀丈晴名義）

霧島昇「麗人の歌」、近江俊郎「湯の町エレジー」、美空ひばり「娘船頭さん」、山本富士子「青春日記」等
- 1958年-1963年 キングレコード専属作曲家として三橋美智也や春日八郎等への楽曲提供（古屋丈晴名義）

林伊佐緒「哀愁のフラメンコ」、三橋美智也「俺たちは狙われている」、春日八郎「風林火山の歌」等
- 1963年-1966年 映画音楽（以下、山本丈晴名義）

『銀座の次郎長』、『日本残酷物語』、『けんかえれじい』、『生きている狼』等
- 1965年-1970年 日本コロムビア専属作曲家として美空ひばり、村田英雄等への楽曲提供

美空ひばり「芸道一代」「武蔵野の恋」「どっこい俺がいる」、村田英雄「浪花の勝負師」「捨てて勝つ」等
- 1967年- 古賀メロディや日本の愛唱歌のギター・インストゥルメンタル・アルバムの録音

『我が心ギターによせて（第1〜8集）』、『琵琶ギターと我が心のうた』、『我が心のうた　ビウェラ・ギターによる古賀メロディ』等
- 1969年- 山本富士子が主演する舞台の全作品の音楽担当

『湯島の白梅』背景音楽等
- その他、出身地の山梨県の小・中学校校歌や各地の町歌、社歌など

明治製菓株式会社「社歌」、関西医科大学「学生歌」等

## エピソード
- 当時大スターだった山本富士子は、レコード録音のため古賀政男邸にレッスンに行ったことが縁で、古賀門下の丈晴と知り合う。この時のレコード「青春日記」は、古賀政男と古賀丈晴がギター伴奏をした。この「天下の美女」との結婚はマスコミにも大きく取り上げられ、丈晴は追っかけを避けるために亀印（現：株式会社カメックス）という会社に隠れていたほどであった。また丈晴は肺結核を患っており、手術が成功したら結婚をすると約束。手術は無事に成功した。
- 丈晴に師事をした弟子は、原荘介、鈴木征一、森山教郎、鈴木徹（ギタリスト）、雪次郎（歌手、旧芸名：北野登美夫、本名：吉田富男）など。
- 古賀メロディー沼津音楽祭の審査委員長を務めたことから、夫婦で「燦々ぬまづ大使」第10〜12期（平成12〜14年）となる。

## 楽器

### TAKEHARU GUITAR
1970年代に山本丈晴がプロデュースした木曾鈴木バイオリン社製のギター。独自の TAKEHARU GUITAR のロゴとマーク、山本のサインのあるラベル。新星堂より同ブランド弦も販売していた。

### 琵琶ギター
山本が考案したオリジナル・ギター。琵琶の形でフレットを付け、ギターのように弾ける楽器。自身で演奏したアルバムを発表。

### ビウェラ
自身で演奏したアルバムを発表。

## 書籍・楽譜

### 著書
- コードから入る ギター独習（全音楽譜出版）
- 生誕百年記念 ギターでつまびく古賀政男110名曲集 我が心の歌（編曲：山本丈晴、編：古賀政男音楽文化振興財団）
- 僕のそばには、いつも音楽と感動と愛のときめきがあった』（2006年5月、ワンー・ツー・ワン・プロダクツ）

### 寄稿
- 「ギターと我が人生」『オリジナル盤による 古賀政男全集』（日本コロムビア）

### 雑誌
- 週刊現代 寺内大吉問答「花の相合傘」山本富士子＋古屋丈晴（1962年2月18日号、講談社）
- 週刊平凡　＜青島幸男のおしゃべりジャーナル＞ ゲスト：山本富士子、山本丈晴（1963年7月4日号）
- ミセス　表紙：山本富士子　表紙の人その周辺から：山本丈晴（1978年10月号 NO.246）

## 出演テレビ番組
- 大学10人抜きのど自慢 審査員（TBS）
- サンテ10人抜きのど自慢 優勝者大会 審査員（TBS 1966年1月1日放送）
- 美空ひばり芸能生活20周年記念番組「歌は我が命」第3回 夫妻ゲスト出演（フジテレビ 1967年1月1日放送）
- だんいくまポップスコンサート ゲスト：古賀政男（1969年2月9日放送）

ゲストの古賀政男が、弟子の山本丈晴、アントニオ古賀のギター伴奏で、自作の「男の純情」を歌う。
- 歌うロマンスタジオ 夫妻ゲスト出演（フジテレビ 1970年2月26日放送）
- 幾山河は越えたれど 〜昭和の心 古賀政男〜（NHK 1979年4月14日放送 90分×2本 二部構成）

1978年に亡くなった古賀政男を追悼し、彼の生涯をたどり、昭和史を生きた人々の思いにかさね合わせて描くドキュメンタリーと、渥美清主演のドラマで構成。インタビュー出演と音楽を担当。NHK アーカイブス・スペシャルとして2002年に再放送された。（NHK 12月29・30日）
- 藤山一郎「影を慕いて」指揮：古賀政男、ギター伴奏：山本丈晴・アントニオ古賀・鶴岡雅義（NHK BS2）
- 丈晴・富士子のさわやかサロン[2]（九州朝日放送発テレビ朝日系）

夫婦で司会のトーク番組
- この人「山本富士子ショー」花はけなげに美しく…　ミス日本物語（NHK総合 1983年1月6日放送）

## その他
- 日本ゼオン ケミカルルネッサンス —来たるべきものの予感—（1988年 21分）制作会社：（株）TVC山本、制作：山本丈晴・中田俊雄

日本産業映画ビデオコンクール奨励賞受賞